# Мыс Слепиковского

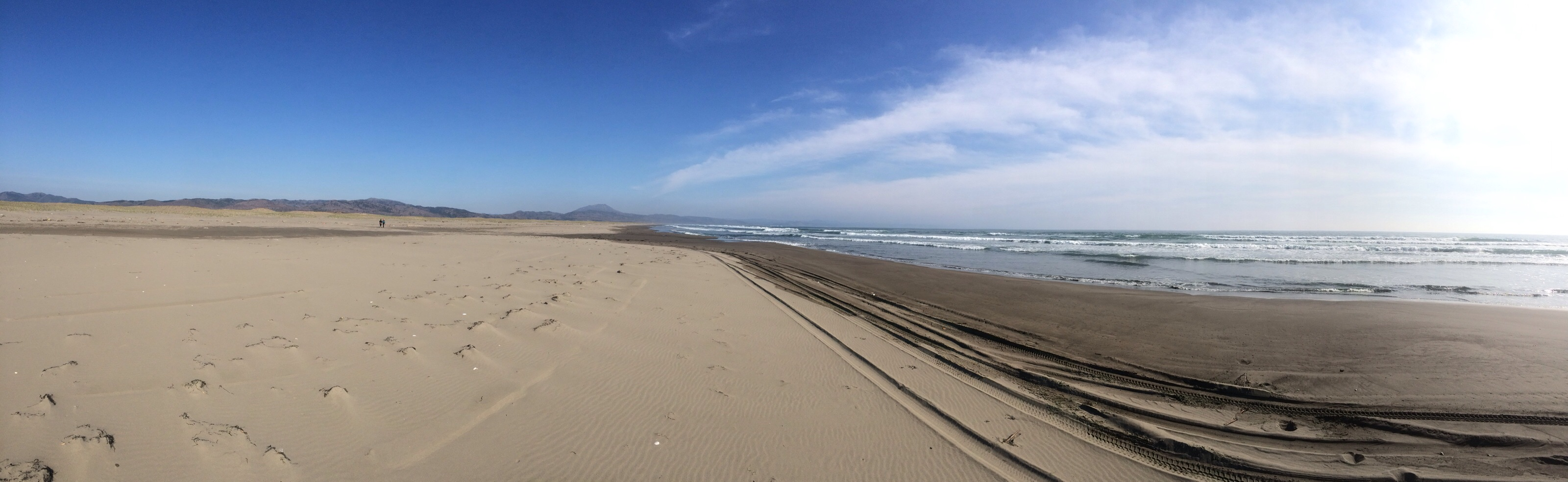

Мыс Слепиковского — мыс расположен на юго-западном побережье острова Сахалин, административно входит в состав Холмского городского округа Сахалинской области. Окаймляет северную оконечность залива Невельского.

## Общие сведения
Назван в честь командира русского партизанского отряда, действовавшего на Южном Сахалине в годы русско-японской войны, Б. В. Гротто-Слепиковского.
Современное название мыс получил после 1945 года. До 1905 года носил название Ноторо, в 1934 году был переименован в Оторо Мисаки.
На юго-восточной окраине мыса, в посёлке Пионеры, расположен лечебно-реабилитационный центр санаторно-курортного типа «Чайка».

## Природа

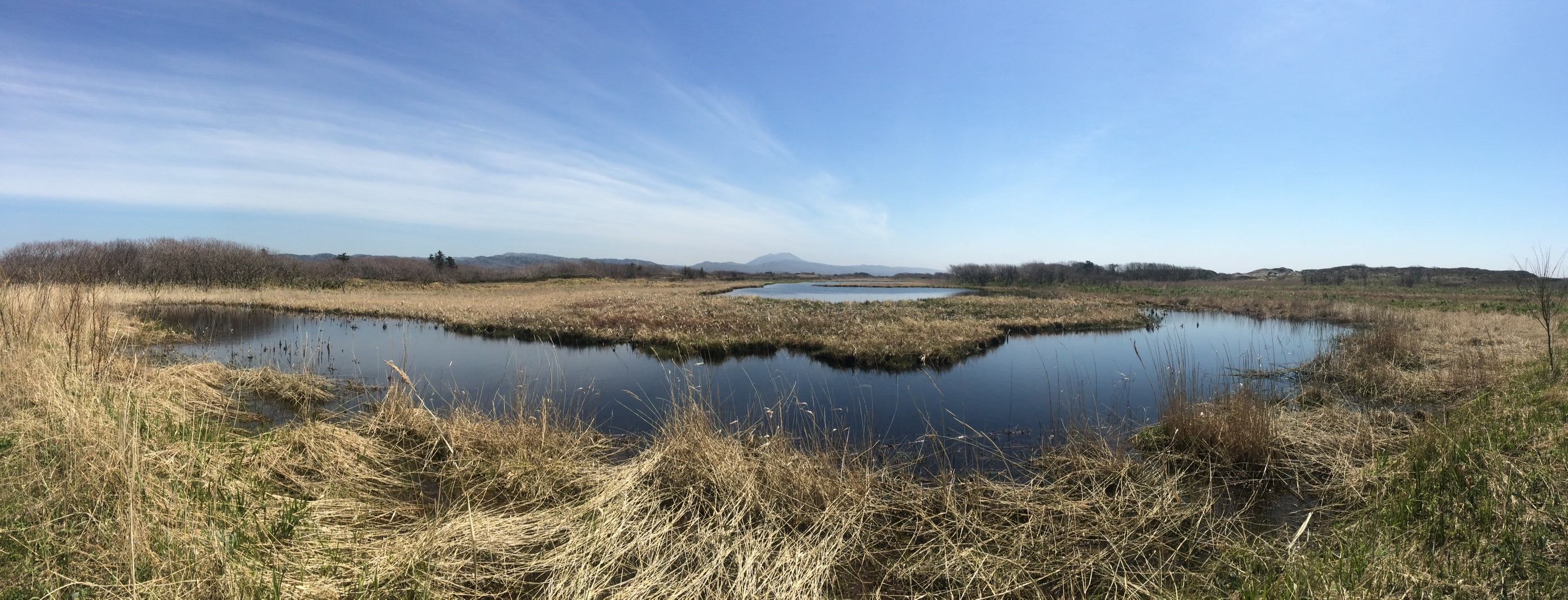
Мыс Слепиковского

Мыс является государственным памятником природы регионального значения (см. также: Список особо охраняемых природных территорий Сахалинской области). Образован решением Сахалинского облисполкома «О признании достопримечательных природных объектов области государственными памятниками природы» от 4 января 1995 года. Площадь 609 га.
Уникальный природный комплекс, включающий целый ряд объектов флоры и фауны, которые встречаются только здесь. Под охраной государства находятся около 200 видов высших сосудистых растений, 12 видов млекопитающих, 5 видов амфибий, 2 вида рептилий и 80 видов птиц. Благоприятный микроклимат, живописность этих мест привлекают сюда сотни туристов и отдыхающих. Здесь обитают такие редкие виды, как древесная утка-мандаринка и древесная лягушка квакша. Здесь же расположена единственная на Сахалине реликтовая роща корейского кедра, взятая под охрану государства.

## Маяк

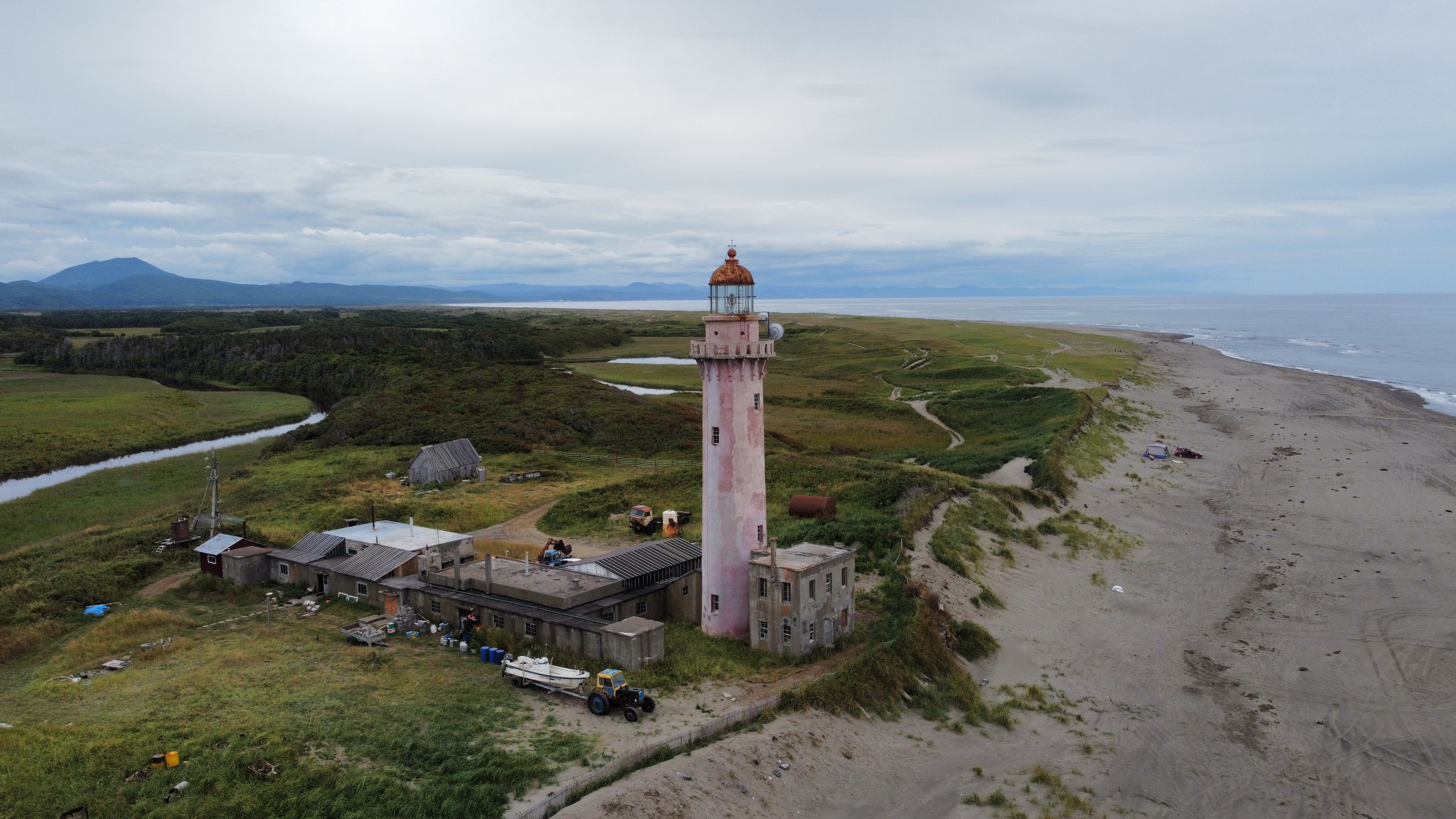
Маяк на мысе Слепиковского

Маяк на мысе Слепиковского построен японцами в 1934 году, когда южная часть Сахалина была префектурой Карафуто, входившей в состав Японской империи. Высота маяка 27 метров.
Маяк является практически полным двойником маяка на мысе Ламанон. Он представляет собой круглую башню, которая, как и в большинстве сахалинских маяков японской постройки, соединена коридорами со вспомогательными и жилыми помещениями. На маяке применялась система сбора дождевой воды для пищевых и технических нужд: на крышах помещений маячного комплекса были устроены водосточные канавки, по которым вода, проходя через фильтры, собиралась в подземные бетонные ёмкости.